# Françoise Derommelaere
Françoise Derommelaere, née en 1935, est une nageuse française.
Elle bat avec l'équipe de France le record du monde de natation dames du 4 × 100 mètres 4 nages, à Marseille le 16 août 1954.
Licenciée à l'EN Tourcoing, elle remporte le titre de championne de France du 200 mètres brasse en 1956 et 1957,. 